# Wakkerendijk 114
Wakkerendijk 114 is een gemeentelijk monument aan de Wakkerendijk in Eemnes in de provincie Utrecht.
De langhuisboerderij werd rond 1800 gebouwd. De nok van het rietenzadeldak staat haaks op de dijk. In 1914 werd de boerderij aangekocht door Hendrik van Hees, die in het achterhuis een kapperszaak en kleermakerij vestigde. Deze zaak werd in 1927 verplaatst naar een houten uitbouw aan de zuidzijde. In 1969 werd de boerderij tot woning verbouwd.